# Jari (voornaam)
Jari is een Finse voornaam. Het is een afleiding van Jalmari dat op zijn beurt afgeleid is van het Zweedse Hjalmar. De naam werd voornamelijk bekend in België en Nederland door de Finse voetballer Jari Litmanen. In Finland is de naam ontstaan door auteur Jalmari Finne's petekind, Jalmari Finne gebruikte de naam voorheen nog als bijnaam. Daarnaast groeide de populariteit in Finland door schrijfster Aino Räsänen. De betekenis van Hjalmar is Gehelmde Krijger, een nog oudere vorm in het Oudnoords is Hjálmarr.

## Bekende naamdragers
- Jari De Busser, Belgisch voetballer
- Jari Hardies, Belgisch korfballer
- Jari Kurri, Fins hockeyspeler
- Jari-Matti Latvala, Fins rallyrijder
- Jari Litmanen, Fins voetballer
- Jari Oosterwijk, Nederlands voetballer
- Jari Puikkonen, Fins schansspringer
- Jari Rantanen, Fins voetballer
- Jari Schuurman, Nederlands voetballer
- Jari Vandeputte, Belgisch voetballer
- Jari Villanueva, Amerikaans componist en musicus
- Jari Vlak, Nederlands voetballer

## In fictie
- Jari Junkkeri, personage uit de Helena-boekenreeks van Aino Räsänen.